# Champrond-en-Gâtine
Champrond-en-Gâtine ist eine französische Gemeinde mit 733 Einwohnern (Stand: 1. Januar 2022) im Département Eure-et-Loir in der Region Centre-Val de Loire; sie gehört zum Arrondissement Nogent-le-Rotrou und zum Kanton Nogent-le-Rotrou.

## Geographie
Champrond-en-Gâtine liegt im Perche, etwa 36 Kilometer westsüdwestlich von Chartres an der Quelle des Loir. Umgeben wird Champrond-en-Gâtine von den Nachbargemeinden Saint-Éliph im Nordwesten und Norden, Le Favril im Norden und Nordosten, Friaize im Nordosten, Le Thieulin im Osten, Les Corvées-les-Yys und Nonvilliers-Grandhoux im Südosten, Happonvilliers und Combres im Süden, Saintigny im Südwesten sowie Montireau im Westen.

## Bevölkerungsentwicklung
| Jahr                       | 1962 | 1968 | 1975 | 1982 | 1990 | 1999 | 2006 | 2020 |
| Einwohner                  | 530  | 507  | 446  | 430  | 356  | 416  | 459  | 702  |
| Quellen: Cassini und INSEE |      |      |      |      |      |      |      |      |

## Sehenswürdigkeiten
- Kirche Saint-Sauveur aus dem 12. Jahrhundert
- Turm von Aligre, 1876 erbaut

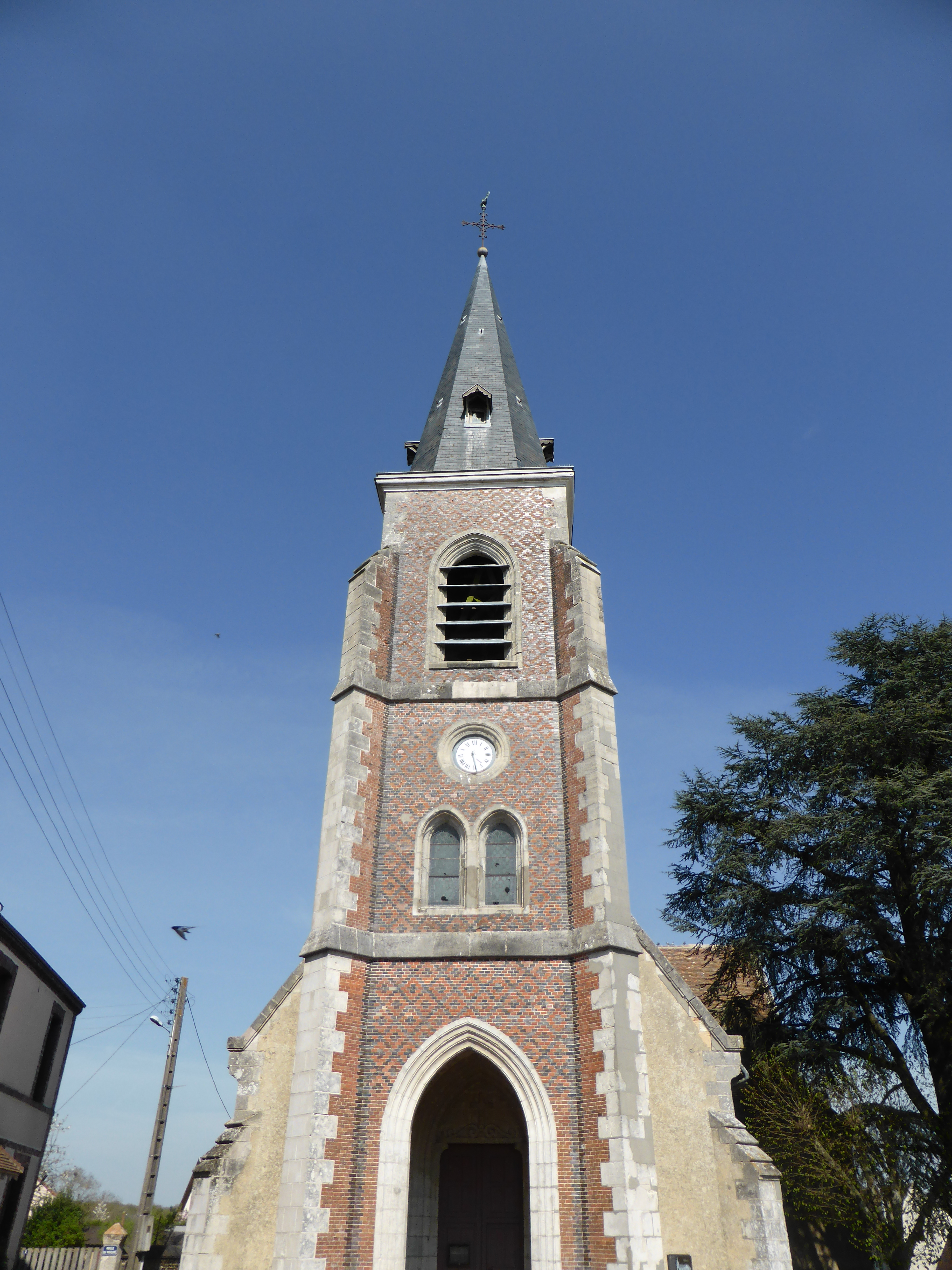
Kirche Saint-Sauveur
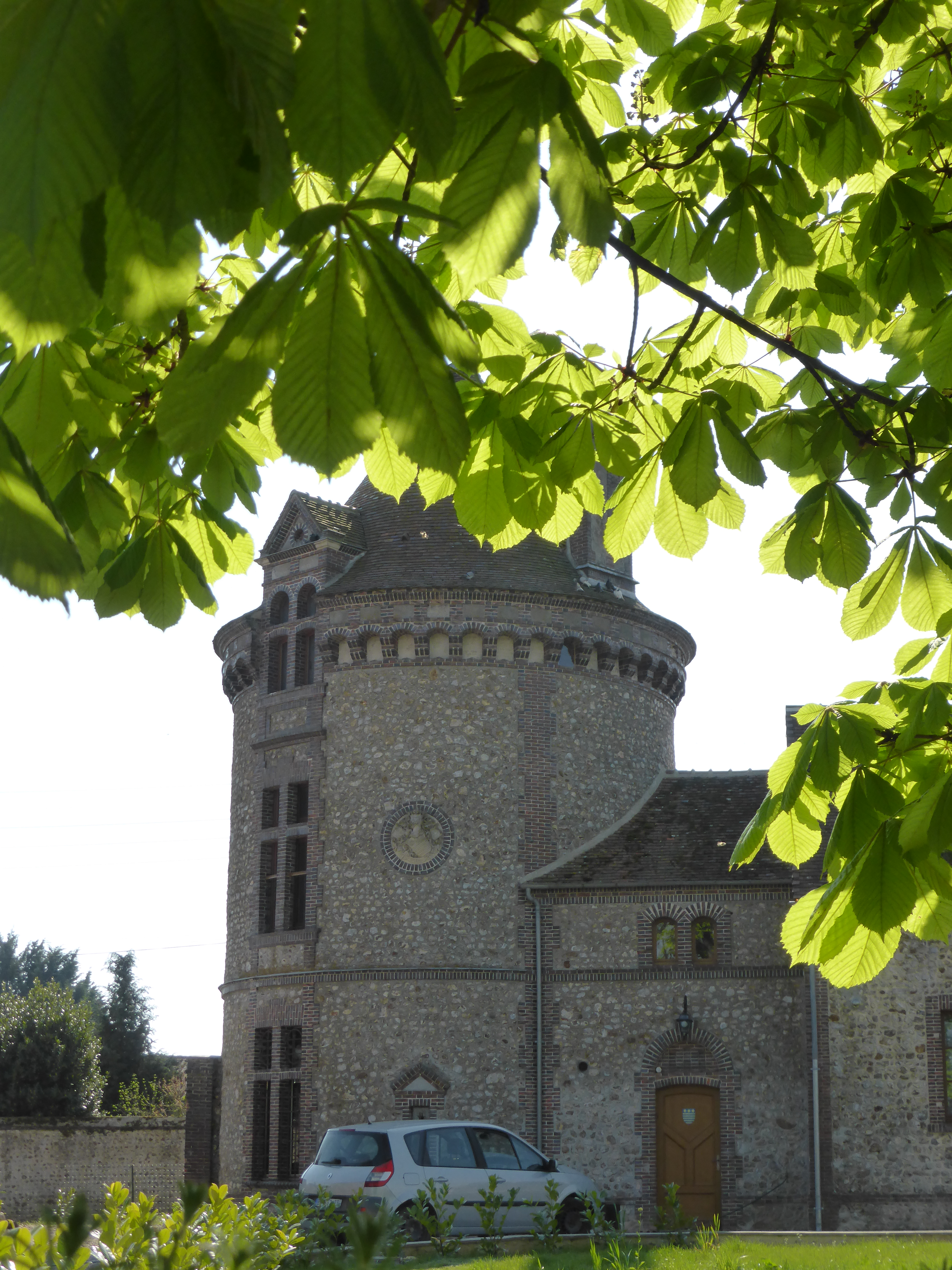
Turm von Aligre
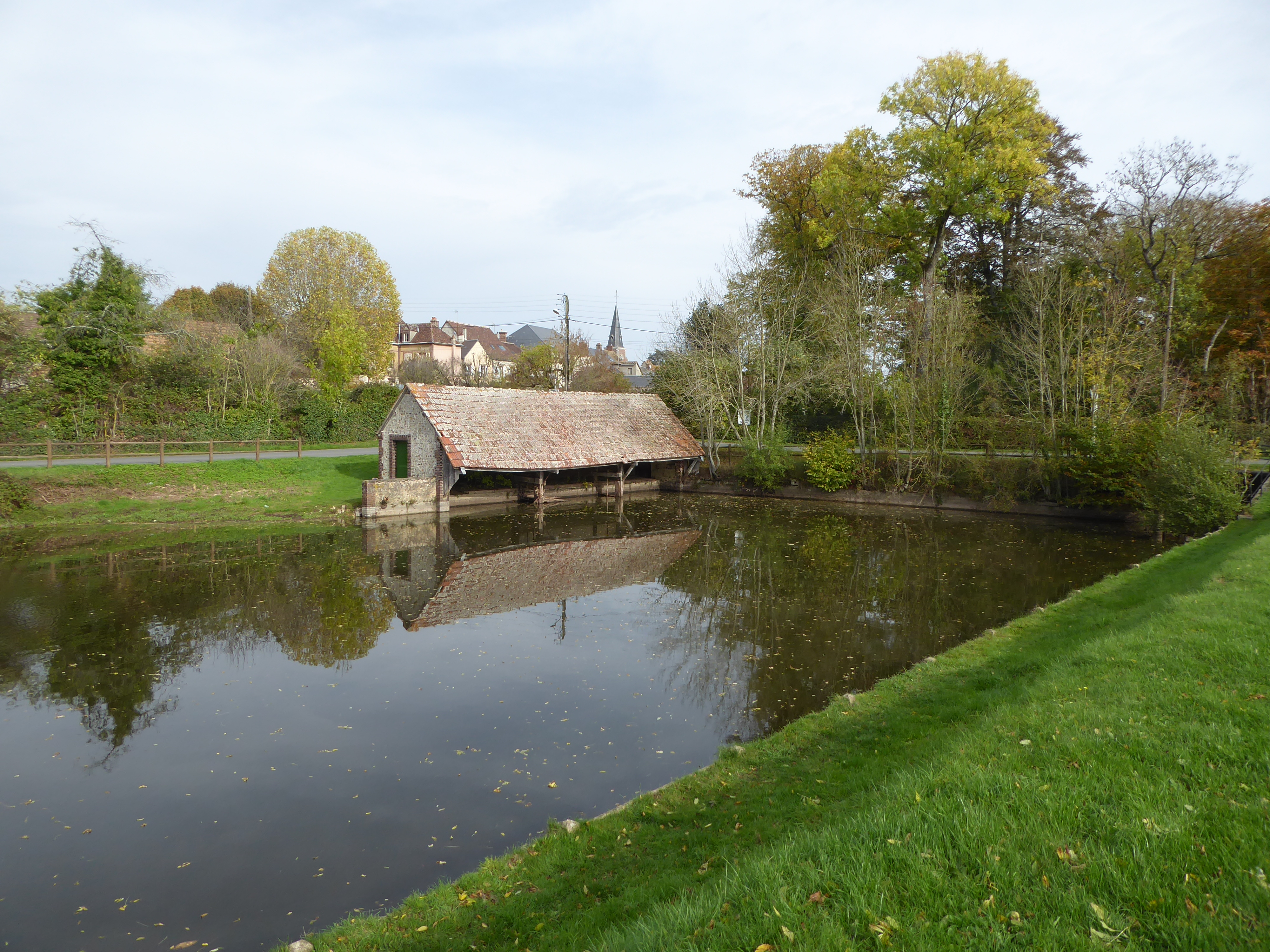
Ehemaliges öffentliches Waschhaus